# کوین فان ایمپه
کوین فان ایمپه (انگلیسی: Kevin van Impe؛ زادهٔ ۱۹ آوریل ۱۹۸۱) دوچرخه‌سوار اهل بلژیک است.
از باشگاه‌هایی که در آن بازی کرده‌است می‌توان به اسپورت فلاندر-بالوزه، تیم لوتو–سودال، اسپورت فلاندر-بالوزه، تیم کوئیک‌استپ فلورز، و تیم دوچرخه‌سواری وکانسولیل–دی‌سی‌ام اشاره کرد.